# Hotel infinit

L'hotel infinit de Hilbert

La paradoxa de Hilbert de l'hotel infinit és una faula inventada pel matemàtic David Hilbert per tal d'il·lustrar les aparents contradiccions que apareixen en tractar amb conjunts infinits. Parteix de la premissa d'un hotel amb tantes habitacions com nombres naturals, totes elles numerades.

## La paradoxa
Acceptant la premissa, s'estudia el cas en què l'hotel és ple. És a dir, cadascuna de les seves habitacions ja té un hoste. En aquesta situació, es presenta un client i demana una habitació a l'hotel. Malgrat estar totalment ple (hi ha un hoste a cadascuna de les habitacions), l'hotel no té cap problema per tal d'encabir-lo: en té prou amb ordenar a cada hoste que ocupi l'habitació amb el número següent a la seva habitació actual. D'aquesta manera, l'habitació número 1 queda lliure pel nou client. Aquest primer exemple ja il·lustra que el concepte intuïtiu per "ple" no funciona adequadament en el supòsit d'un hotel infinit.
La paradoxa però va més enllà. Es planteja el cas que, amb l'hotel ple, arriben infinits nous clients. L'amo de l'hotel tampoc té cap problema per a encabir-los: ordena a cada hoste que ocupi l'habitació que té per número el doble de la seva habitació actual. Aquesta distribució assigna a cada hoste una nova habitació per ell sol, i deixa lliures infinites habitacions: totes aquelles que tenen un nombre senar. Aquestes infinites habitacions permeten encabir els infinits nous clients.

## Formalització
La paradoxa serveix per a il·lustrar els mètodes de bijectivitat entre conjunts numerables, i dona una idea intuïtiva del fet que els conjunts dels nombres naturals, dels nombres parells i dels nombres enters, entre d'altres, tenen tots la mateixa cardinalitat. Aquestes proposicions foren estudiades i demostrades pel matemàtic Georg Cantor al segle xix.